# روجر ديفيس (لاعب كريكت)
روجر ديفيس (15 يناير 1946 في المملكة المتحدة - )  (بالإنجليزية: Roger Davis)‏ هو لاعب كريكت بريطاني. لعب مع نادي مقاطعة غلاموركن للكريكت ‏.

## وصلات خارجية
- روجر ديفيس على موقع إي آس بي آن كريك إنفو (الإنجليزية)